# カイサ・アランコ
カイサ・アランコ（Kaisa Alanko、1993年1月3日 - ）は、フィンランドの女子バレーボール選手。フィンランド代表。

## 来歴
ヴァーサ出身。5歳のときにバレーボールをはじめた。
2011年、LP Kangasalaへ入団。2011/12シーズンのフィンランド国内リーグでは新人賞を受賞。2012/13シーズンの国内リーグでは準優勝、フィンランドカップで優勝に貢献した。
2013年、ドイツのVCヴィースバーデンへ移籍し、2013/14シーズンのブンデスリーガでは3位となった。2014年5月には同チームと2年の契約延長することが発表され、正セッターとして活躍した。2016年6月、USCミュンスターへ移籍し、1年間プレーした。
2017年7月、シュヴェリーンSCと契約し、2017/18シーズンのブンデスリーガとドイツカップで優勝に貢献した。2018年5月、フランスのVBナントへ移籍し、3年間プレーした。2018/19シーズンのフランスリーグとフランスカップで準優勝、2020/21シーズンには欧州チャンピオンズリーグに出場し、フランスリーグでは3位となった。2021年8月、ポーランドのMOYAラドムカ・ラドムへ加入することが発表され、シーズン途中の2022年1月にイタリアのメガ・バレーへの移籍し、イタリアセリエA1リーグに出場した。
2022年、フランスのLevallois Paris Saint-Cloudへ移籍。同チームでは2年間プレーし2023/24シーズンのフランスリーグでは優勝に貢献した。2024年4月、アメリカのLOVBに参戦することが発表され、ヒューストン所属となった。

### 代表歴
2013年、シニア代表に初選出。2014年世界選手権欧州大陸予選に出場。2017年、ヨーロッパリーグで銀メダルを獲得した。
2018年、世界選手権欧州大陸予選に出場した。2019年、欧州選手権に出場した。2021年からは代表の主将を務め、欧州選手権に出場した。2024年、ヨーロッパシルバーリーグで準優勝しベストセッター部門ではトップの活躍をみせた。

## 球歴
- 欧州選手権 - 2019年、2021年、2023年

## 所属クラブ
- LP Kangasala（2011-2013年）
- VCヴィースバーデン（2013-2016年）
- USCミュンスター（2016-2017年）
- シュヴェリーンSC（2017-2018年）
- VBナント（2018-2021年）
- MOYAラドムカ・ラドム（2021年）
- メガ・バレー（2022年）
- Levallois Paris Saint-Cloud（2022-2024年）
- LOVBヒューストン（2024年-）